# Cambogia (gênero)
- Commons
- Wikispecies

Cambogia L. é um género botânico pertencente à família Clusiaceae.

## Sinonímia
- Garcinia L.

## Espécies
| - Cambogia binucao - Cambogia crassifolia - Cambogia gutta | - Cambogia solitaria - Cambogia venulosa |

- Lista completa

## Classificação do gênero
| Sistema | Classificação                      | Referência              |
| ------- | ---------------------------------- | ----------------------- |
| Linné   | Classe Polyandria, ordem Monogynia | Genera plantarum (1754) |